# دون بيج (سياسي)
دون بيج (بالإنجليزية: Don Page)‏ هو سياسي أسترالي، ولد في 25 مايو 1951. حزبياً، نشط في الحزب الوطني الأسترالي. وقد انتخب عضو الجمعية التشريعية نيو ساوث ويلز وانتخب Minister for Local Government (New South Wales) ‏.